# Ibn Aidh
Ibn Aidh fou un historiador àrab nascut a Damasc el 767 i mort a la mateixa ciutat el 8 de desembre del 847.
Va escriure una obra sobre les primeres conquestes àrabs utilitzada per autors posteriors i se li n'atribueix una altra (perduda) sobre la història de «reis i nacions».